# 結城真一
結城 真一（ゆうき しんいち、1954年5月11日 - ）は、日本の元俳優、モデル。別名、新保 有一（しんぽ ゆういち）。
北海道出身。SOSモデルエージェンシーに所属していた。

## 来歴・人物
高校時代（北海高校）に甲子園に2回出場、南海ホークス（現：福岡ソフトバンクホークス）からも誘いを受けた腕前だったという。デパートの企画室に勤務していたが、モデルの仕事に駆り出されたのを機に転身し、俳優に転向後の1980年、テレビドラマ『電子戦隊デンジマン』にて赤城一平 / デンジレッド 役としてテレビドラマ初出演・初主演を務めた。
『デンジマン』放送終了後もテレビドラマや舞台などに出演するが、芸能界を引退。引退後は、フィリピンに在住し、プロモーター業に従事している。2004年に発売された『デンジマン』DVD第4巻と「東映ヒーローMAX」Vol.11に掲載された座談会に出席した。

### 『電子戦隊デンジマン』関連
オープニングで氷塊を割るシーンのリハーサルで、氷を割る際に氷の下にある台に手を打ってしまい、腕を亀裂骨折している。
ロケが結城の自宅付近であったときは、結城の自宅に共演者全員で泊まり撮影所に直行したこともある。その時、結城の母親が作った焼酎割りを飲みすぎてしまい、全員が遅刻してしまった。

## 出演

### テレビドラマ
- 電子戦隊デンジマン（1980年 - 1981年、ANB） - 主演・赤城一平 / デンジレッド 役
- 鞍馬天狗 第8話「雪の雲母坂」（1982年、TBS）

### 映画
- 劇場版 電子戦隊デンジマン（1980年、東映） - 主演・赤城一平 / デンジレッド 役

### 舞台
- 宮本武蔵 三十三間堂の巻・一乗寺下り松の巻（1982年、歌舞伎座） - 高木権兵衛 役